# Baeoura
Baeoura är ett släkte av tvåvingar. Baeoura ingår i familjen småharkrankar.

## Dottertaxa tillBaeoura, i alfabetisk ordning[1]
- Baeoura acustyla
- Baeoura advena
- Baeoura afghanica
- Baeoura aka
- Baeoura alexanderi
- Baeoura aliena
- Baeoura angustilobata
- Baeoura angustisterna
- Baeoura armata
- Baeoura bilobula
- Baeoura bistela
- Baeoura brevipilosa
- Baeoura brumata
- Baeoura claripennis
- Baeoura coloneura
- Baeoura consocia
- Baeoura consona
- Baeoura convoluta
- Baeoura cooksoni
- Baeoura dicladura
- Baeoura dihybosa
- Baeoura directa
- Baeoura distans
- Baeoura ebenina
- Baeoura funebris
- Baeoura furcella
- Baeoura hemmingseni
- Baeoura inaequiarmata
- Baeoura irula
- Baeoura laevilobata
- Baeoura latibasis
- Baeoura longefiligera
- Baeoura longicalcarata
- Baeoura longiloba
- Baeoura malickyi
- Baeoura mediofiligera
- Baeoura naga
- Baeoura nigeriana
- Baeoura nigrolatera
- Baeoura nigromedia
- Baeoura nilgiriana
- Baeoura obtusistyla
- Baeoura palmulata
- Baeoura perductilis
- Baeoura pilifera
- Baeoura platystyla
- Baeoura pollicis
- Baeoura primaeva
- Baeoura producticornis
- Baeoura pubera
- Baeoura schachti
- Baeoura schmidiana
- Baeoura semicincta
- Baeoura septentrionalis
- Baeoura setosipes
- Baeoura sternata
- Baeoura sternofurca
- Baeoura subnebula
- Baeoura szadziewskii
- Baeoura taprobanes
- Baeoura tasmanica
- Baeoura tonnoiri
- Baeoura tricalcarata
- Baeoura trichopoda
- Baeoura trihastata
- Baeoura triquetra
- Baeoura trisimilis
- Baeoura unistylata
- Baeoura witzenbergi